# کفچه‌نوک
کَفچه‌نوک (به انگلیسی: Spoonbill؛ نام علمی: Platalea) گروهی از پرندگان بزرگ آبزی و پا دراز از راستهٔ لک‌لک‌سانان و خانوادهٔ اکراسان می‌باشند که منقاری بزرگ، صاف و کفگیر مانند داشته و در آب‌های کم عمق به جستجوی غذا می‌پردازد.
کفچه‌نوک‌ها روزانه به غذای زیادی نیاز دارند و به همین منظور منقارشان را برای گرفتن طعمه به صورت نیمه باز درون آب کرده و همانطور که راه می‌روند نوکشان را به حالت جاروب کردن درون آب حرکت می‌دهند و هنگامی که طعمه‌ای مانند یک حشره، سخت‌پوست یا ماهی کوچک بخش داخلی منقارشان را لمس نمود، نوک پرنده به‌طور کامل بسته شده و طعمه گیر می‌افتد.
این پرندگان آب شیرین را به آب شور ترجیح می‌دهند اما در هر دو محیط آبی دیده می‌شوند.

## جفت‌گیری
بیشتر کفچه‌نوک‌ها آشیانهٔ خود را بر روی درختان یا نیزارها و معمولاً در کنار لک‌لک‌های گرمسیری و حواصیل‌ها می‌سازند. این پرندگان در هر فصل جفت‌گیری تنها یک جفت را برای خود انتخاب کرده و با آن می‌مانند. پرندهٔ نر مواد لازم از قبیل نی و شاخه را برای ساخت آشیانه فراهم می‌آورد و پرندهٔ ماده با استفاده از آنان آشیانه‌ای بزرگ می‌سازد که شکل آن با توجه به گونه‌ٔ کفچه‌نوک تفاوت دارد. پرندهٔ ماده به هنگام تخم‌گذاری سه تخم سفید و بیضی شکل که پوسته‌شان صاف می‌باشد را در لانه می‌گذارد. سپس هر دو پرندهٔ نر و ماده به نوبت بر روی آن‌ها می‌نشینند. جوجه‌ها به فاصله‌های زمانی مختلف از یکدیگر از داخل تخم‌ها خارج می‌شوند. این جوجه‌های تازه متولد شده در ابتدا نابینا بوده و توانایی مراقبت از خود را ندارند و برای تغذیه به والدینشان وابسته هستند. نوک این جوجه‌ها در ابتدا کوتاه و راست است و تنها زمانی که به سن بلوغ می‌رسند حالت کفگیرمانند پیدا می‌کند. والدین کار غذا دادن به این جوجه‌ها را حتی چند هفته پس از اینکه خانواده آشیانه را ترک نمود نیز ادامه می‌دهند در غیر این صورت پرندگان جوان از گرسنگی خواهند مرد.

## گونه‌ها
شش گونه از کفچه‌نوک‌ها در دو سرده در جهان پراکنده هستند.
- کفچه‌نوک اوراسیایی با نام علمی Platalea leucorodia: این گونه گسترده‌ترین کفچه‌نوک هاست و در شمال شرقی آفریقا و بیشتر بخش‌های اروپا و آسیا تا ژاپن دیده می‌شود. هم پرندگان جوان و هم پرندگان بالغ این گروه بیشتر سفید بوده و نوک پرهای بیرونیشان سیاه‌رنگ می‌باشد. همچنین این پرندگان دارای پاها و منقاری تیره‌رنگ بوده و معمولاً به دور از دیگر گونه‌ها اقدام به آشیانه سازی می‌کنند.
- کفچه‌نوک صورت مشکی با نام علمی Platalea minor: این گونه در تایوان، چین، کره و ژاپن یافت می‌شود.
- کفچه‌نوک آفریقایی با نام علمی Platalea alba: زیستگاه این پرنده آفریقا و ماداگاسکار می‌باشد. کفچه‌نوک آفریقایی سفید رنگ بوده و شبیه کفچه‌نوک‌های معمولی می‌باشد با این تفاوت که صورتش صورتی رنگ بوده و منقاری کم‌رنگتر دارد.
- کفچه‌نوک سلطنتی با نام علمی Platalea regia: این گونه بیشتر در جنوب شرقی استرالیا یافت می‌شود اما دسته‌های کوچکتر آن در مناطق دیگر استرالیا که تالاب‌های فصلی در آنجاها شکل می‌گیرند، در نیوزیلند و گاه در گینه نو، اندونزی و جزایر اقیانوس آرام نیز دیده می‌شوند.
- کفچه‌نوک زرد منقار با نام علمی Platalea flavipes
- کفچه‌نوک گلگون با نام علمی Platalea ajaja یا Ajaia ajaja

## نگارخانه

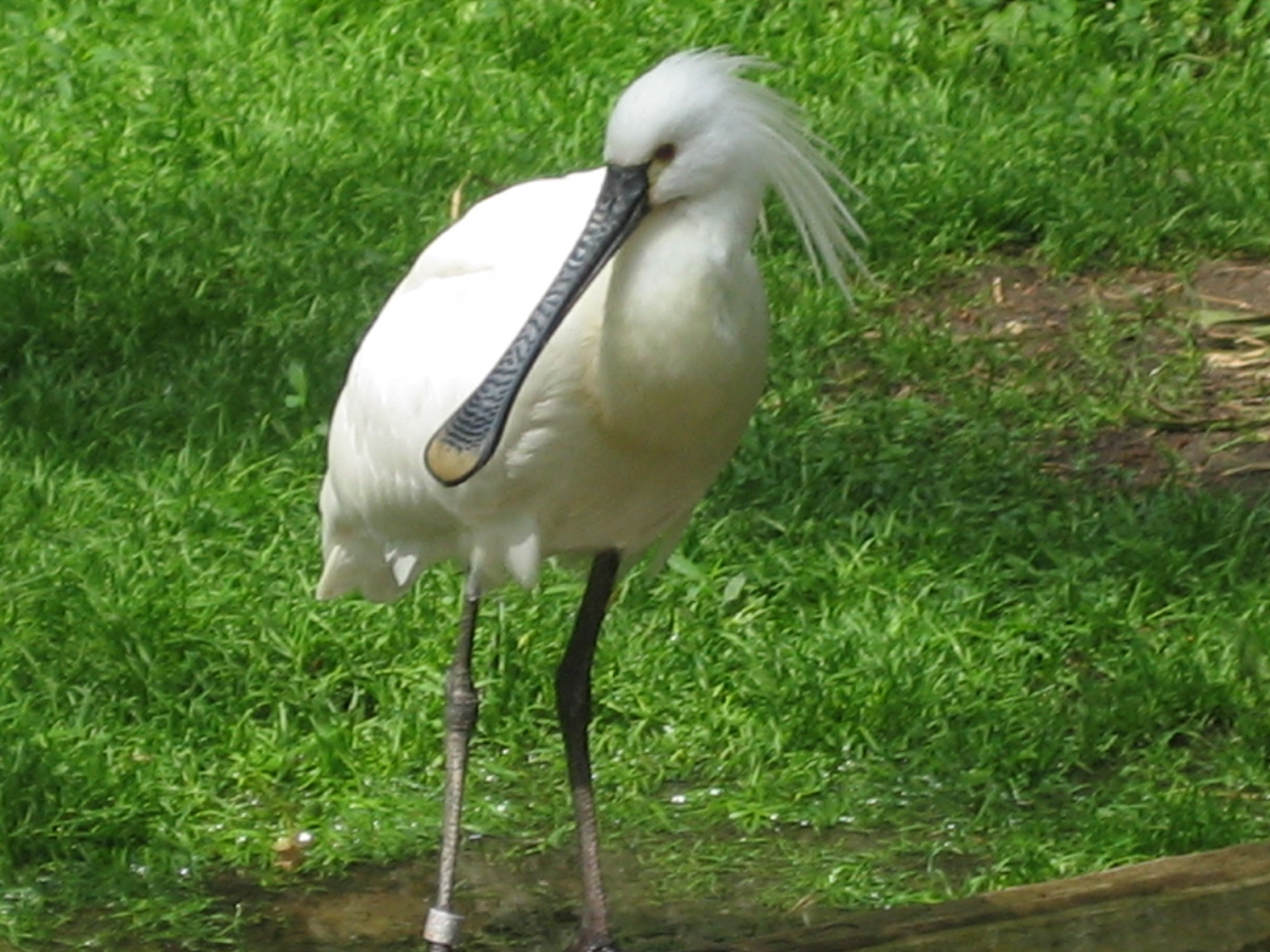
کفچه‌نوک اوراسیایی
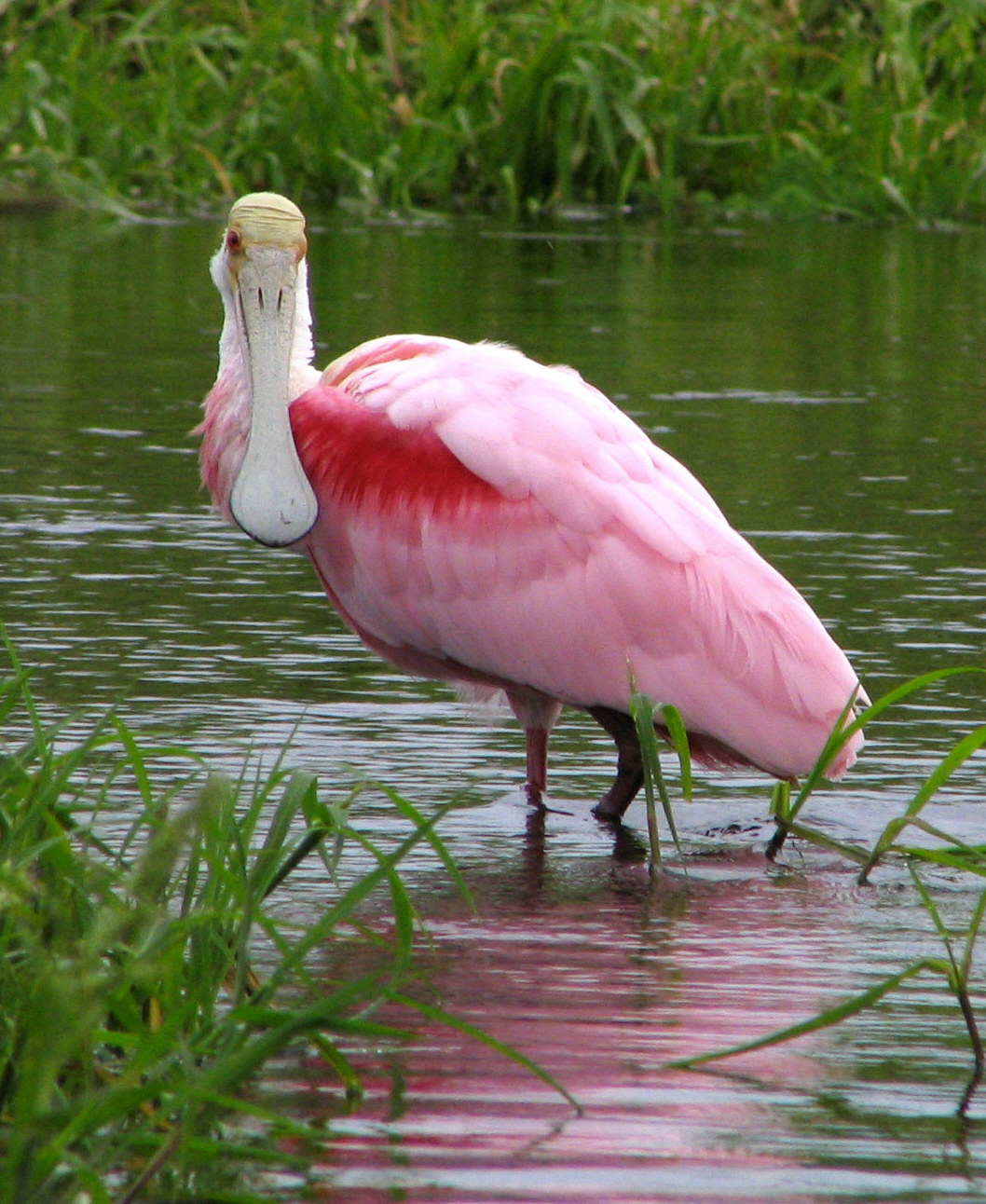
کفچه‌نوک گلگون
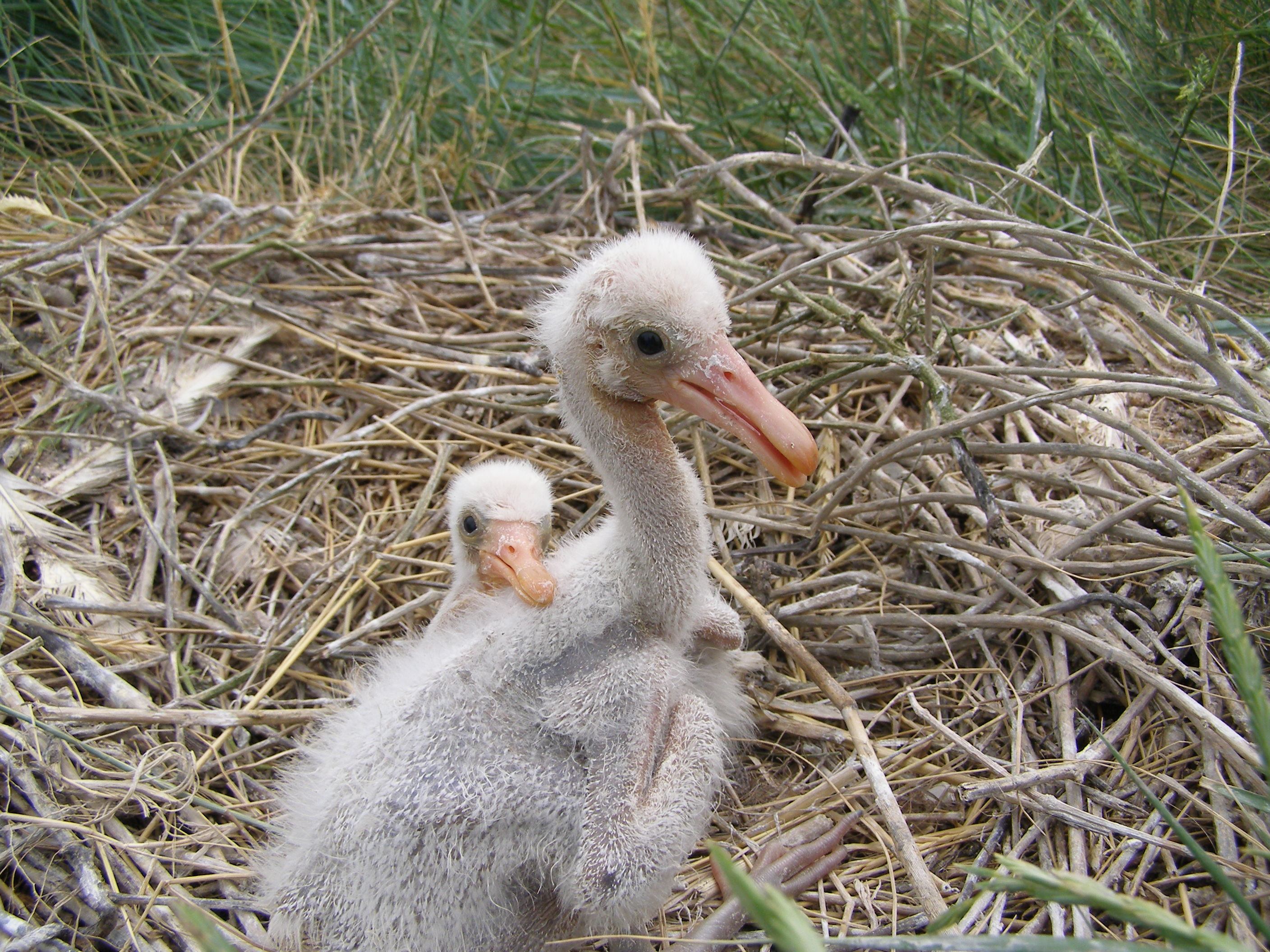
جوجه‌های کفچه‌نوک
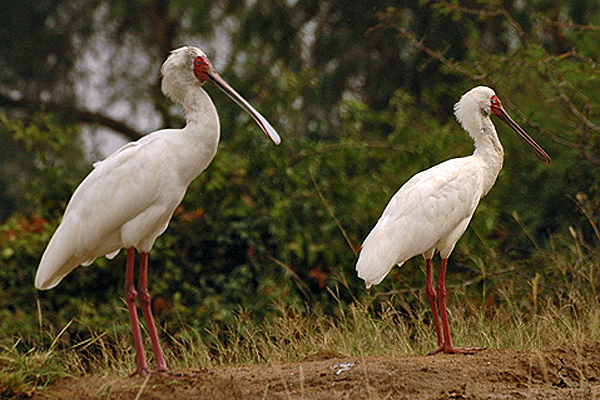
کفچه‌نوک آفریقایی